# Parc naturel des hautes vallées du Ter et du Freser
Le parc naturel des hautes vallées du Ter et du Freser (en catalan : « Parc Natural de les Capçaleres del Ter i del Freser » ; en espagnol : « Parque natural de las Cabeceras del Ter y del Freser ») est une zone protégée située sur le versant sud des Pyrénées catalanes, en Espagne. Il correspond aux hautes vallées (capçaleres en catalan) du fleuve Ter et de son affluent le Freser.